# 레포르토보역
레포르토보역(러시아어: Лефортово)은 모스크바 지하철 볼샤야 콜체바야 선의 역이다. 이 역은 네크라솝스카야 선 연장 개통의 일환으로 2020년 3월 27일에 개통되었다. 2023년까지 네크라솝스카야 선이 임시 운행한다. 역명은 러시아의 군관이자 피터 대왕의 측근인 "프란츠 레포트"에서 따온 것이다.